# Ichthyolestes pinfoldi
Ichthyolestes pinfoldi és una espècie de cetaci extint de la família dels pakicètids que visqué en l'Oligocè. Se n'han trobat restes fòssils al Pakistan.